# Estación Torre del Reformador
La Estación Torre del Reformador, es una estación del servicio de Transmetro que opera en la Ciudad de Guatemala.
Está ubicada sobre la 7a. Avenida de la Zona 9 en las cercanías de la Torre del Reformador.
- Datos: Q115798728